# يونس لشهب
يونس لشهب (16 سبتمبر 1998 بإسبانيا - ) هو لاعب كرة قدم مغربي و يحمل الجنسبة الإسبانية في مركز الوسط .
لعب مع نادي ألميريا ب ونادي الكوكب السعودي و ريال مورسيا.